# Liste von Persönlichkeiten der Stadt Memmingen

Wappen der Stadt Memmingen

Diese Liste enthält in Memmingen geborene Persönlichkeiten sowie solche, die in Memmingen gewirkt haben, dabei jedoch andernorts geboren wurden. Die Liste erhebt keinen Anspruch auf Vollständigkeit.

## In Memmingen geborene Persönlichkeiten

### Bis 1800
- Bernhard Walther (1430–1504), Astronom, Humanist und Kaufmann
- Ivo Strigel (1430–1516), Maler und Bildhauer[1]
- Michael Strigel (um 1445 – um 1519), Kunstmaler
- Hans Strigel der Jüngere (1450–1479), Maler
- Bernhard Strigel (um 1460 – 1528), Maler
- Bartholomäus V. Welser (1484–1561), Augsburger Patrizier und Großkaufmann
- Hans Ehinger (1487–1546), Politiker
- Johannes Hommel (1518–1562), evangelischer Theologe, Mathematiker und Astronom
- Ludwig Rabus (1523–1592), lutherischer Theologe und Konfessionalist
- Noe Meurer (1525/28–1583), Rechtsgelehrter
- Johannes Baptist Weber (1526–1584), Jurist, Reichsvizekanzler
- Oswald Gabelkover (1539–1616), Arzt, Heraldiker und Historiker
- Ludwig Bair (1558–?), Zeichner
- Hans Jacob Bachmann (um 1574 – 1651), Goldschmied
- Johann Christoph Hurter (um 1576 – um 1640), Kartograph und Stadtbaumeister in Memmingen
- Matthias Koch (1581–1633), Kaufmann
- Johann Conrad Sichelbein (1581–1669), Maler
- Tobias Sichelbein (1607–1651), Maler
- Christoph Schorer (1618–1671), Mediziner, Dichter und Astrologe der Barockzeit
- Sibylla Schuster (1639–1685), Schriftstellerin und Dichterin
- Johann Heiss (1640–1704), Barockmaler
- Johann Friedrich Sichelbein (1648–1719), Maler
- Elias Christoph Heiß (1660–1731), Kupferstecher
- Balthasar Hermann (1665–1729), Maler
- Johann Andreas Hommel (1677–1751), Maler
- Benedict von Herman (1689–1782), Fernhandelskaufmann
- Johann Georg Schelhorn (1694–1773), Theologe, Geistlicher und Kirchenhistoriker, Superintendent in Memmingen
- Jakob Küner (1697–1764), Unternehmer
- Johann Elias Grimmel (1703–1759), Maler und Kartograf
- Jacob von Staehlin (1709–1785), deutsch-russischer Staatsrat und Universalgelehrter
- Sebastian Haupt (um 1710–1760), österreichischer Altarbauer, Architekt, Tischler, Kistler, Ebenist und Kunsthandwerker
- Johann Jakob Adam (um 1720 – 1791), Silberarbeiter, Kunsthandwerker, Silberschmied und Goldschmied
- Johann Georg Buder (1727–1759), Maler
- Matthäus Bonacker (1734–1802), evangelisch-lutherischer Pfarrer, Schriftsteller und Verfasser geistlicher Lieder
- Johann Georg Gesler (1734–1789), Schriftsteller
- Christoph Städele (1744–1811), Hutmacher und Dichter
- Christoph Rheineck (1748–1797), Komponist
- Johann Gerhard Hofmann (1757–1822), Handelsmann und Politiker der freien Reichsstadt Frankfurt
- Benjamin Zobel (1762–1831), Maler
- Gottlieb von Ehrhart (1763–1826), deutscher Mediziner
- Friedrich von Lupin (1771–1845), Kanzleidirektor der freien Reichsstadt Memmingen
- Johannes Leeb (1790–1863), Bildhauer und Steinmetz
- Christoph Ludwig Köberlin (1794–1862), evangelisch-reformierter Pfarrer und Botaniker

### 1801 bis 1900
- Ludwig Hohenegger (1807–1864), Geologe
- Sophie Pilgram (1808–1870), Miniaturmalerin
- Karl Vorhölzer (1810–1887), Maler, Freskant und Wandmaler
- Constantin von Höfler (1811–1897), Historiker
- Hugo von Lupin (1829–1902), geboren in Illerfeld, württembergischer Generalleutnant
- Robert Friedrich Metzeler (1833–1910), Unternehmer
- Otto Hierl-Deronco (1859–1935), Maler
- Wilhelm Freiherr von Pechmann (1859–1948), Direktor der Bayerischen Handelsbank
- Johannes Unold (1860–1935), Pädagoge, Philosoph und Soziologe
- Karl Ritter von Riedl (1862–1919), Generalleutnant im Ersten Weltkrieg
- Heinrich Stadelmann (1865–1948), Psychiater und Schriftsteller
- Paul von Köberle (1866–1948), bayerischer Generalleutnant
- Ludwig Bopp (1869–1930), Architekt
- Karl Kohl (1869–1935), Justizrat, Mitglied der Bayerischen Abgeordnetenkammer
- Justus Köberle (1871–1908), evangelischer Theologe und Hochschullehrer an der Universität Rostock
- Wilhelm Caspari (1876–1947), evangelischer Theologe
- Gustav Adolf Daumiller (1876/78–1962), Bildhauer und Medailleur
- Daniel Schwarz (1880–1969), Buchhalter, Naturschützer und Geologe
- Josef Madlener (1881–1967), Dichter und Maler
- August Schwingenstein (1881–1968), Journalist, Verleger und Politiker
- Oscar Daumiller (1882–1970), evangelischer Pfarrer
- Friedrich Ebert (1882–1971), Gymnasiallehrer, Archäologe und Heimatforscher
- Georg Fey (1882–1959), Bürgermeister der Stadt Memmingen
- Ludwig Hermann (1882–1938), Chemiker und Unternehmer
- Robert Vorhoelzer (1884–1954), Architekt
- Wilhelm Zorn (1884–1968), Agrar-, Tierzucht- und Grünlandwissenschaftler
- Max Unold (1885–1964), Maler, Grafiker und Schriftsteller
- Julius Guggenheimer (1885–1943), Kaufmann und Fotograf
- Karl Bäßler (1888–1973), Architekt
- Max Unglehrt (1892–1953), Architekt
- Oscar Besemfelder (1893–1965), Lautenist und Sänger
- Otto Ehrhart (1893–1945), Schriftsteller
- Wendelin Überzwerch (1893–1962), Schriftsteller
- Gertrud Otto (1895–1970), Kunsthistorikerin
- Roberta Gropper (1897–1993), Politikerin
- Jakob Lutz (1898–?), SS-Wachmann im KZ Dachau

### 1901 bis 1950
- Karl Schlierf (1902–1990), Lithograf, Grafiker und Maler
- Wilhelm Schwarz (1902–1975), Politiker
- Wilhelm von Ammon (1903–1992), NS-Jurist und verurteilter Kriegsverbrecher
- Otto Pöppel (1904–2000), Maler und Graphiker
- Karl Michael Knittel senior (1904–1972), Werbefachmann
- Wilhelm Angele (1905–1996), deutsch-amerikanischer Ingenieur
- Max Pöppel (1909–1989), Maler und Bildhauer
- Alfred Klein (1912–1972), SS-Hauptscharführer und Leiter des Krematoriums im KZ Sachsenhausen
- Max Ziegelbauer (1923–2016), Theologe und Weihbischof
- Franzjosef Maier (1925–2014), Violinist, Dirigent und Hochschullehrer
- Erwin Otto Maier (1927–2016), Textilkaufmann und Verbandspräsident
- Martin Eberle (1930–1992), Gewichtheber
- Gertraud Heuß-Giehrl (1931–2012), Erziehungswissenschaftlerin, Hochschullehrerin
- Hedwig Bilgram (* 1933), Organistin und Cembalistin
- Helmut Ackermann (1936–2017), Grafiker und Maler
- Manfred Böhm (1940–2013), Physiker, Hochschullehrer
- Bertold Pölcher (1941–2023), Heimatforscher
- Gert Zang (* 1941), Historiker
- Josef Wehrle (* 1943), Holzbildhauer
- Herbert Müller (* 1944), Politiker
- Hubert Mulzer (* 1944), Schauspieler
- Franz Roth (* 1946), Fußballspieler
- Isolde Liebherr (* 1949), Unternehmerin
- Monika Sprüth (* 1949), Galeristin
- Hubert Liebherr (* 1950), Unternehmer und Ingenieur
- Jürgen Liminski (1950–2021), Journalist, Publizist und Buchautor

### 1951 bis 1975
- Dorothee Eberhardt (* 1952), Komponistin und Musikpädagogin
- Gabriela Schimmer-Göresz (* 1952), Politikerin
- Kitty Winter (* 1952), Jazzsängerin
- Walter Abt (* 1953), Komponist, Musikproduzent, Dirigent, Gitarrist und Lautenist
- Robert Schlosser (* 1953), Künstler
- Wilhelm Bronner (1954–2016), Maler
- Jürgen Seefelder (* 1954), Jazzmusiker
- Jutta Geß (* 1955), Keramikerin und Kunsthandwerkerin
- Dieter Rehm (* 1955), Fotokünstler
- Claus-Erich Boetzkes (* 1956), Fernsehmoderator und Journalist
- Michael Hanns Heise (* 1956), Ökonom, Autor und Chefvolkswirt großer Unternehmen
- Thomas Faist (* 1957), Jazzmusiker
- Helge Klaus Rieder (* 1957), Hochschulprofessor für Wirtschaftsinformatik
- Manfred Schilder (* 1958), Oberbürgermeister
- Christoph Strohm (* 1958), Kirchenhistoriker
- Hans-Joachim Weirather (* 1959), Politiker
- Rebecca Winter (* 1959), Schauspielerin
- Heinrich Bedford-Strohm (* 1960), evangelisch-lutherischer Systematischer Theologe, bayerischer Landesbischof, Vorsitzender des Rates der Evangelischen Kirche in Deutschland
- Rolf Theodor Schuster (* 1960), Diplomat
- Brigitte Vollmar (* 1961), deutsche Medizinerin
- Jürgen Batscheider (* 1962), Maler und Bildhauer
- Sabine Hartmann-Müller (* 1962), baden-württembergische Landtagsabgeordnete (CDU)
- Reinhold Mathy (* 1962), Fußballspieler
- Jürgen Knoblich (* 1963), Molekularbiologe
- Richard Höfler (* 1964), Werbefilmautor und -regisseur
- Christine Wassermann (* 1964), Künstlerin
- Markus Harzenetter (* 1965), Kunsthistoriker
- Lancy Falta (* 1965), Jazz- und Fusionmusiker
- Ute Haug (* 1966), Kunsthistorikerin und Provenienzforscherin
- Siegfried Langer (* 1966), Schriftsteller
- Iris Plotzitzka (1966–2024), Kugelstoßerin
- Berthold Schick (* 1966), Musiker, Musiklehrer, Komponist und Arrangeur
- Friedrich Zeller (1966–2022), Politiker
- Robert Barth (* 1968), Speedway-Motorradrennfahrer
- Christian Buder (* 1968), Schriftsteller
- Eva Grünbauer (* 1968), Fernsehmoderatorin
- Arnt Kuebart (* 1969), Brigadegeneral der Luftwaffe der Bundeswehr
- Claudia Gáldy (1970–2021), Synchronsprecherin sowie Theater- und Filmschauspielerin
- Frank Kramer (* 1972), Fußballspieler und -trainer

### Ab 1976
- Martin Mair (* 1976), Journalist und Hörfunkmoderator
- Sandra Weiss (* 1976), Sängerin
- Frank Wiblishauser (* 1977), Fußballspieler
- Christian Baur (1977), Koch
- Markus Tauschek (* 1977), Volkskundler
- Michael Mutzel (* 1979), Fußballspieler
- Christian Brader (* 1980), Triathlon-Profi
- Bernd Kirschner (* 1980), Maler
- Heiko Jung (* 1982), Fusionmusiker
- Bernd Hiemer (* 1983), Motorradrennfahrer
- Martin Dausch (* 1986), Fußballspieler
- Florian Dorn (* 1986), Politiker (CSU) und Volkswirt
- Jutta Keeß (* 1987), Musikerin
- Patrick Vetter (* 1987), Eishockeytorwart
- Stephan Vogt (* 1987), Eishockeyspieler
- Holger Badstuber (* 1989), Fußballspieler
- Timo Gebhart (* 1989), Fußballspieler
- Monika Schwarz (* 1989), Sprachtherapeutin  und Boxerin
- Lenka Dürr (* 1990), Volleyballspielerin
- Fabian Götze (* 1990), Fußballspieler
- Jimmy Hertel (* 1992), Eishockeyspieler
- Mario Götze (* 1992), Fußballspieler
- Alexander Hack (* 1993), Fußballspieler
- Markus Mendler (* 1993), Fußballspieler
- Ahmet Arslan (* 1994), Fußballspieler
- Sarah Romert (* 1994), Fußballspielerin
- Andreas Mayer (* 1995), Politiker (AfD)
- Marvin Schmid (* 1999), Eishockeyspieler
- Friedrich Moch (* 2000), Skilangläufer
- Charlott Schaffrath (* 2005), Eishockeyspielerin

## Bekannte Einwohner von Memmingen
- Petrus Mitte von Caprariis (1416–1479), französischer Präzeptor des Antoniter-Ordens
- Albrecht Kunne (um 1435–?), Inkunabeldrucker
- Ludwig Vogelmann (1478–1531), Stadtschreiber
- Gervasius Schuler (um 1495 – 1563), Schweizer evangelischer Theologe und Reformator
- Jacob Schenck (um 1508 – 1554), evangelischer Theologe und Reformator
- Caspar Sichelbein der Ältere (um 1550 – 1605), Maler
- Georg Ludwig Stäbenhaber (1640–1708), Stadtkommandant 1675 bis 1708
- Balthasar Ehrhart (1700–1756), Botaniker, Stadtarzt, Apotheker, Paläontologe
- Franz Jelačić von Bužim (1746–1810), kroatischer Adliger und österreichischer Feldmarschallleutnant
- Julius von Roeck (1818–1884), Kunstmühlenbesitzer
- Walter Caspari (1847–1923), Geistlicher, Theologe und Hochschullehrer, war von 1873 bis 1883 Stadtpfarrer
- Julius Miedel (1863–1940), Lehrer, Stadtarchivar und Historiker
- Lorenz Riedmiller (1880–1960), Politiker
- Josef Eichheim (1888–1945), Theater- und Filmschauspieler
- Franz Holczak (1893–1977), Jurist und Politiker
- Walter Braun (1905–1977), Schulleiter, Kommunalpolitiker und Heimatpfleger
- Janne Furch (1915–1992), Drehbuchautorin, Schauspielerin, Schriftstellerin und Übersetzerin
- Hans August Lücker (1915–2007), Politiker
- Wolfgang Bächler (1925–2007), Lyriker und Prosaschriftsteller
- Adalbert Meier (1926–2021), katholischer Kirchenmusiker
- Lena Valaitis (* 1943), Schlagersängerin
- Josef Miller (* 1947), Politiker
- Adi Hirschal (* 1948), österreichischer Schauspieler, Kabarettist und Intendant
- Ivo Holzinger (* 1948), Oberbürgermeister der Stadt Memmingen
- Hanspeter Faas (* 1954), Experte in der Entwicklung, Organisation und Verwaltung von Gartenschauen
- Fritz Kuhn (* 1955), Politiker
- Claudia Roth (* 1955), Politikerin
- Winfried Bönig (* 1959), Organist und Hochschullehrer
- Hans-Eberhard Roß (* 1962), Kirchenmusikdirektor und Kantor des Evangelisch-Lutherischen Dekanats Memmingen
- Simone Standl (* 1962), Journalistin[2]
- Khaled al-Masri (* 1963), CIA-Opfer
- Marco Sonnleitner (* 1965), Schriftsteller und Gymnasiallehrer
- Volker Klüpfel (* 1971), Krimiautor
- Maxi Blaha (* 1972), österreichische Schauspielerin und Sängerin
- Michael Kobr (* 1973), Krimiautor